# メリダ (スペイン)
メリダ（Mérida）は、スペイン・エストレマドゥーラ州バダホス県のムニシピオ（基礎自治体）。エストレマドゥーラ州の州都である。2018年の人口は59,352人。

## 歴史
メリダは紀元前25年に植民市「エメリタ・アウグスタ」の名前で建てられた。アウグストゥス帝の命により、グアディアナ川を渡る橋を守るためであった。2つのローマ軍団「第5アラダウエ」と「第10ゲミナ」が入植者となった。この都市はローマ属州ルシタニアの州都となり、ローマ帝国でも重要な都市の1つとなった。メリダはスペインの中でもっとも重要なローマ建築を残している。トラヤヌス帝時代の凱旋門はその1つである。「メリダの考古遺産群」は世界遺産に登録されている。

## 人口
| メリダの人口推移 1900－2010                             |
|                                                         |
| 出典:INE（スペイン国立統計局）1900年 - 1991年、1996年 - |

## 遺跡
ローマ時代の遺跡には次のものがある。

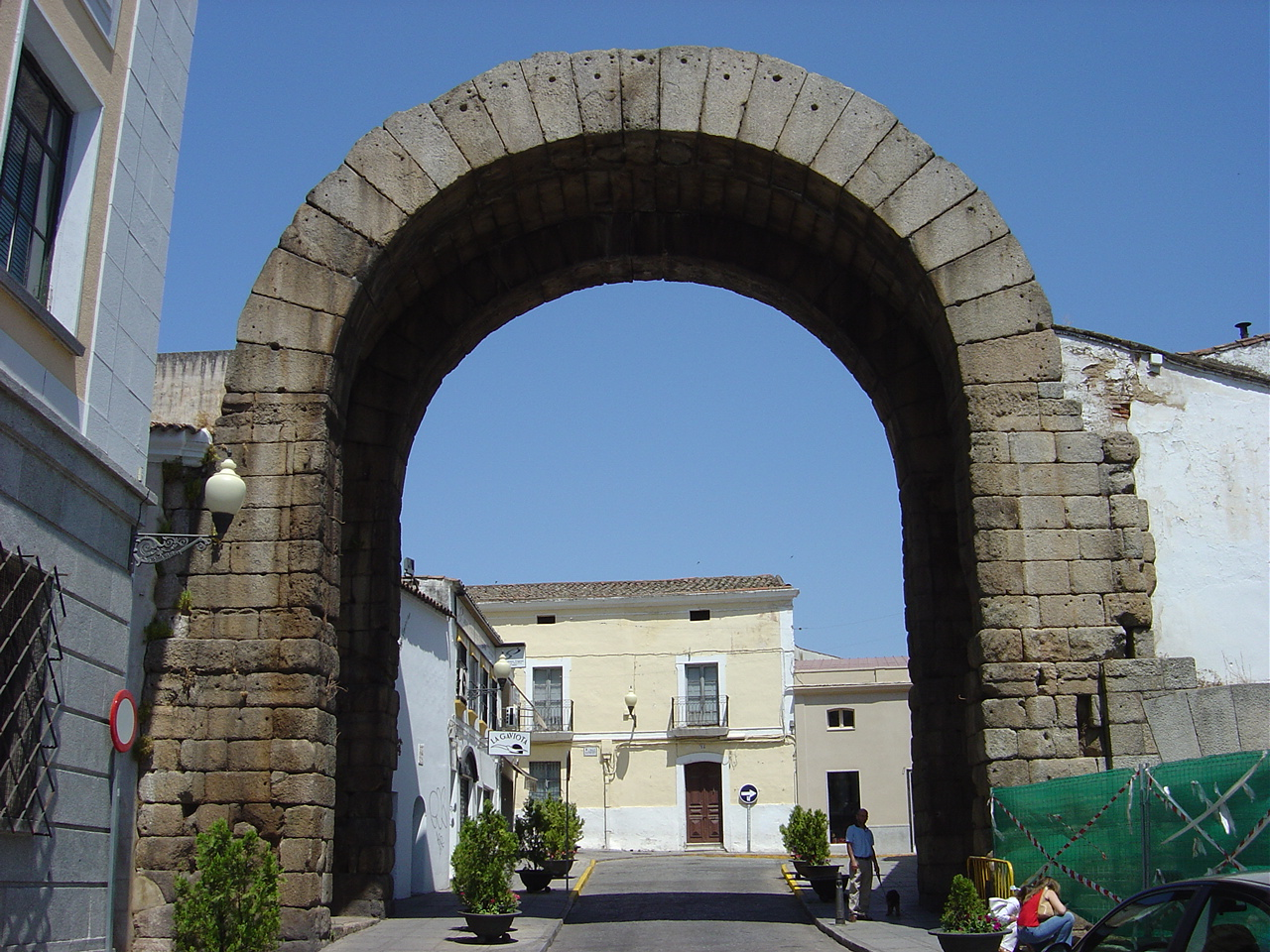
トラヤヌス帝の凱旋門

- ローマ劇場（Teatro romano） - 紀元前24年にアグリッパによって建てられた。
- 円形劇場（Anfiteatro romano） - 紀元前1世紀に建てられた。
- 円形競技場（El circo）
- ローマ橋（Puente Romano） - グアディアナ川にかかる橋で、現在でも歩行者に使われている。
  - アルカサバ（Alcazaba） - 橋を守る重要な砦で、ムーア人によって築かれた。
- ミラグロス水道橋（Acueducto de Los Milagros）
- ディアナ寺院（Templo de Diana）
- トラヤヌス帝の凱旋門（Arco de Trajano）

国立ローマ博物館（Museo Nacional de Arte Romano）には、ローマ時代の遺物が数多く展示されている。

## 世界遺産

### 登録基準
この世界遺産は世界遺産登録基準のうち、以下の条件を満たし、登録された（以下の基準は世界遺産センター公表の登録基準からの翻訳、引用である）。
- (3) 現存するまたは消滅した文化的伝統または文明の、唯一のまたは少なくとも稀な証拠。
- (4) 人類の歴史上重要な時代を例証する建築様式、建築物群、技術の集積または景観の優れた例。

## スポーツ
サッカークラブのADメリダはメリダを本拠地とする。

## 名称
ベネズエラのメリダ州にあるメリダとメキシコのユカタン州にあるメリダは、スペインのメリダにちなんで名付けられた。「世界のメリダ広場」（Glorieta de las Méridas del Mundo）には、3つの都市を記念するオベリスクがある。